# Фірсановська (платформа)
Фірсановська (рос. Фирсановская) — зупинний пункт/пасажирська платформа на головному ходу Жовтневої залізниці (Ленінградському напрямку), у складі лінії МЦД-3, в міському окрузі Хімки Московської області.

## Історія
Полустанок з'явився в 1893 році на гроші та за клопотанням власниці маєтку Середніково Віри Іванівни Фірсанової.
У 2013—2015 роках через будівництво 4-ї колії перегону Східня — Крюково пункт зупинки був реконструйований: північну платформу (№ 2) було капітально відремонтовано, а південну (№ 1) було перенесено на південь.

## Опис
Складається з двох берегових платформ, сполучених підземним переходом. 
Лівий вихід (на південь) — у селище Фірсанівка , що входить до складу міста Хімки. 
Правий вихід – у район Сходня міста Хімки.
Відразу на схід за платформою до 2016 року існував регульований залізничний переїзд, який сполучав Шосейну вулицю (з півночі) та вулицю Мцирі (з півдня); 2016 року він був замінений естакадою.